# گمینا وانسوو
گمینا وانسوو (به لهستانی:  Gmina Wąsewo) یک گمینا در لهستان است که در شهرستان اوستروف مازوویتسکا واقع شده‌است. گمینا وانسوو ۱۱۹٫۲ کیلومتر مربع مساحت و ۴٬۴۷۶ نفر جمعیت دارد.